# Сплюшка мінданайська
Сплюшка мінданайська (Otus mirus) — вид совоподібних птахів родини совових (Strigidae). Ендемік Філіппін.

## Опис
Довжина птаха становить 19-20 см, вага 65 г. Довжина крила становить 127-131 мм, довжина хвоста 58 мм. Лицевий диск світло-сіро-коричневий, над очима білуваті "брови". на голові невеликі пір'яні "вуха". Верхня частина тіла сірувато-коричнева, поцяткована чорними і світло-рудувато-коричневими плямами, на плечах помітні білі плями, на крилах і хвіст світлі і темні смужки. Нижня частина тіла білувато-коричнева або кремова, поцяткована чорними смужками. Райдужки жовті або карі, дзьоб темно-зеленувато-сірий, лапи більш ніж на половину оперені, пальці світло-сірі або білувато-жовті, кігті сірувато-коричневі. Крик складається з двох приглушених посвистів, другий з яких має дещо низхідний тон.

## Поширення і екологія
Мінданайські сплюшки є ендеміками острова Мінданао на півдні Філіппінського архіпелагу, де були зафіксовані на схилах гір Хілонґ-Хілонґ, Кітанґлад, Апо та в районі озера Себу. Вони живуть у вологих гірських тропічних лісах, на висоті від 1500 до 2850 м над рівнем моря. Живляться комахами та іншими безхребетними.

## Збереження
МСОП класифікує стан збереження цього виду як близький до загрозливого. Мінданайські сплюшки є рідкісними птахами, яким може загрожувати знищення природного середовища.